# 140 Est 4003 à 4175
Les locomotives 4003 à 4175 de la Compagnie des chemins de fer de l’Est sont des locomotives de disposition 140 « Consolidation » construites de 1904 à 1914.
Elles ont été commandées dans les premières années du XXe siècle en réponse à la demande croissante de capacités de traction du fait de l'augmentation du trafic de pondéreux dans le bassin sidérurgique industriel de Lorraine.

## Genèse
Ces machines sont issues des prototypes 4001 et 4002 commandés par la Compagnie de l'Est à la Société alsacienne de constructions mécaniques. Ces deux prototypes étaient identiques aux 140 Midi 4001 à 4018 de la compagnie des chemins de fer du Midi.
À l'Est, les locomotives de série sont réparties entre trois séries construites par les Ateliers d'Épernay et divers constructeurs de l'industrie privée :
- La première, 4003 à 4017, a été mise en service en 1905-1906 et est identique aux prototypes 4001 et 4002[réf. nécessaire] avec un abri plus large doté de fenêtres supplémentaires.
- La seconde série, 4018 à 4070, a été mise en service entre 1907 et 1909 et ne diffère que de quelques sections de passage de vapeur par rapport à la première série.
- La troisième et dernière série, les 4071 à 4175, a été livrée entre 1911 et 1914 et comporte la surchauffe (21 éléments de type Schmidt).

Les 4003 à 4089 ont été construites par les Ateliers d’Épernay de la Compagnie de l’Est tandis que les 4089 à 4175 ont été construites par :
- Henschel, en 1911, pour les 4091 à 4110 ;
- la Sächsische Maschinenfabrik, en 1911, pour les 4111 à 4130 ;
- Fives-Lille, en 1913, pour les 4131 à 4160 ;
- Blanc-Misseron, en 1914, pour les 4161 à 4175.

## Utilisation et services
Prévues pour assurer la remorque de trains lourds, ces machines ont été affectées dans nombre de dépôts de tout l'est de la France, comme Nancy, Bar-le-Duc, Reims, Troyes, Saint-Dizier, Vesoul, Belfort, Châlons, etc. Sur lignes faciles les locomotives équipées de la surchauffe étaient à même d'assurer des trains de 1 200 à 1 500 tonnes à 40-45 km/h, des pointes à plus de 50 km/h étant possibles. 340 tonnes peuvent être emmenées à 20 km/h en rampe de 20 à 22,5 ‰.
Elles assurèrent également des trains omnibus de sections grandes lignes.

### À la SNCF
En 1938, les 173 unités figurent à l'inventaire de la nouvelle SNCF et sont ré-immatriculées : 1-140 A 3 à 175.

## Description
Ces Consolidation disposaient d'un moteur compound à 4 cylindres à distribution Walschaerts. Boîte à feu Belpaire avec soupapes Adams, dôme de vapeur renfermant un tuyau Crampton, régulateur horizontal type Est.

## Tenders
D'origine, il s'agissait de tenders à deux essieux contenant 13 m3 d'eau et 5 tonnes de charbon, de masse totale en ordre de marche de 33,5 tonnes. Les 4091 à 4175 furent dotées de tenders à trois essieux de 22 m3 de capacité et 8 tonnes de charbon ayant une masse en charge de 50,6 tonnes. Ces tenders furent progressivement également affectés aux premières machines.

## Caractéristiques
- Surface de grille : 2,8 m2
- Surface de chauffe : 239 m2 (4003 à 4070), 153 m2 (4071 à 4175)
- Surface de surchauffe : 0 m2 (4003 à 4070), 37 m2 (4071 à 4175)
- Nombre d'éléments :
- Nombre de cylindres : 2 HP et 2 BP
- Diamètre cylindres HP : 390 mm (4003 à 4070), 415 mm (4071 à 4175)
- Course pistons HP : 650 mm
- Diamètre cylindres BP : 600 mm (4003 à 4070), 635 mm (4071 à 4175)
- Course pistons BP : 650 mm
- Timbre de la chaudière : 16 kg/cm2
- Diamètre des roues motrices : 1 400 mm
- Diamètre des roues porteuses : 850 mm
- Masse à vide : tonnes
- Masse en ordre de marche : 74,4 tonnes
- Masse adhérente : 65 à 65,8 tonnes
- Longueur hors tout de la locomotive seule : 11,37 m
- Puissance maximum indiquée : kW
- Puissance maximum à la jante : kW
- Puissance maximum au crochet du tender : kW
- Effort de traction maximum théorique : 222 kN (4003 à 4070), 251 kN (4071 à 4175)
- Effort de traction maximum limité par l'adhérence : (évaluation) 195 kN
- Vitesse maxi en service : 75 km/h

Tender :
- Tare du tender :
- Capacité en eau : 13 m3 (4003 à 4090), 22 m3 (4091 à 4175)
- Capacité en charbon : 5 tonnes (4003 à 4090), 8 tonnes (4091 à 4175)
- Masse du tender en ordre de marche : 33 tonnes (4003 à 4090), 50 tonnes (4091 à 4175)
- Masse totale locomotive + tender : tonnes
- Longueur du tender : 7,633 m (4091 à 4175)
- Longueur totale locomotive + tender : 19,003 m (4091 à 4175)